# Теди Шерингам
Едуард Пол „Теди“ Шерингам (на англ. Edward Paul "Teddy" Sheringham) е английски футболист, роден на 2 април 1966 г. в Хигамс Парк, Лондон.

## Клубна кариера
Шерингам започва в школа в Южен Лондон, известна със строгите си порядки, и достига своя връх в Милуол, като отбелязва 33 гола в 46 мача през сезона 1990-91. След това играе първокласен футбол в Тотнъм, Нотингам Форест, Манчестър Юнайтед и отново в Тотнъм. Неговият период на Олд Трафорд му донася три титли от първенството, една купа на Англия и една спечелена Шампионска лига. Шерингам е футболистът, отбелязал изравнителния гол в последната минута, след което „червените дяволи“ постигат драматична победа над Байерн Мюнхен в Барселона през 1999 г.
Завършва кариерата си в Колчестър през 2008 г., на 42-годишна възраст.

## Международна кариера
Шерингам е част от националния отбор на Англия от 1993 до 2002, когато влиза като резерва в последната си среща в националния отбор - четвъртфинала на Световното първенство по футбол през 2002, завършила със загуба от Бразилия. Той има общо 51 мача с екипа на Англия, в които е отбелязал 11 гола.